# Fra Piazza del Popolo
Fra Piazza del Popolo er en dansk stumfilm fra 1925, der er instrueret af A.W. Sandberg efter manuskript af Sam Ask og Poul Knudsen. Filmen er baseret på romanen af samme navn af Vilhelm Bergsøe.

## Handling
Denne artikel mangler et handlingsreferat. Hjælp os med at skrive det.

## Medvirkende
- Olaf Fønss - Olaf Malm
- Philip Bech - Christian
- Henny Geermann - Sigrid Olaisen
- Henry Seemann - Sir Charles Vernon
- Egill Rostrup - Etatsråd Gram
- Karina Bell - Harriet, Grams datter
- Robert Schmidt - D'Acorda
- Torben Meyer - Benedetto, d'Acordas tjener
- Einar Hanson - Henry Vernon
- Lilian Järnefeldt - Laura
- Peter Nielsen - Brandt
- Carsten Wodschow - Frederik From
- Karen Caspersen - Marietta